# Macareu (escriptor)
Macareu (grec antic: Μακαρεύς, llatí: Macareus) fou un escriptor de l'antiga Grècia.
Ateneu esmenta per dues vegades la seva obra Κωακά. Com que esmenta el llibre tercer, se sap que l'obra tenia, pel cap baix, tres llibres. No se sap res més ni de l'autor ni de l'obra, a part que devia viure després de l'època de Filarc, del que cita tres versos hexamètrics. Hauria viscut cap a la segona meitat del segle iii aC.